# Quilapayún
Quilapayún (del mapundungun kila, 'tres', y payún, 'barbas') es una banda chilena de música folclórica, que formó parte de la llamada Nueva Canción Chilena durante la década de 1960 y que sigue vigente a la fecha.

## Historia

### Inicios
Fue formada en Santiago el 26 de julio de 1965 por Julio Carrasco y Julio Numhauser, quienes invitaron en un primer momento al hermano del primero, Eduardo Carrasco, quien se suponía sería solo un intérprete temporal. Tanto Julio Numhauser como Eduardo Carrasco eran voluntarios de la «Bomba Israel», 5.ª Compañía del Cuerpo de Bomberos de Ñuñoa. Así el trío inicial decide llamarse «Quilapayún», que en mapudungun significa «Tres barbas». Comienzan a realizar esporádicas presentaciones en peñas universitarias, y posteriormente deciden integrar a Patricio Castillo (su presencia intermitente duraría hasta 1970) y más tarde, en forma definitiva, a Carlos Quezada, Willy Oddó, Hernán Gómez y Rodolfo Parada.
Luego de trabajar un breve lapso con Ángel Parra y de tener sus primeras actuaciones en peñas de Valparaíso y Santiago, Quilapayún integra como director artístico a Víctor Jara, con quien adoptarán el modo interpretativo y escénico que los volvería célebres junto a sus barbas y ponchos negros. 
Después de dos discos en los que esbozaron su línea temática y musical, graban en 1968 el LP X Vietnam en el que adoptan el estilo que los volverá un paradigma de la canción popular revolucionaria. En 1970 graban la Cantata de Santa María de Iquique, de Luis Advis, que se vuelve una obra esencial de la música chilena y modelo para trabajos del mismo tipo que se realizaron en Hispanoamérica. 
Durante el gobierno de Salvador Allende son nombrados embajadores culturales, realizando giras por Europa y obteniendo un gran éxito en Argentina y Uruguay. En esa época alternan canciones y obras de apoyo decidido a la causa de la Unidad Popular y de ataque a los sectores conservadores con trabajos como «Quilapayún 5», donde esbozan nuevos caminos creativos, marcados por el ingreso de su director, Eduardo Carrasco, al conservatorio.
Su apoyo al gobierno de Allende tiene su punto máximo en la presentación en el Festival de Viña del Mar en febrero de 1973, en donde se genera un escándalo de tales proporciones entre sus adherentes y detractores que provocaron la suspensión de la primera etapa del certamen. Eduardo Carrasco, integrante de Quilapayún, señaló que antes de la presentación de la banda los opositores al gobierno de Allende "repartieron panfletos... que llamaban a cortarnos la cabeza" con lo cual ayudaron a fomentar un clima de agresividad. La presentación de Quilapayún en la Quinta Vergara no fue transmitida por Televisión Nacional por orden directa de Gonzalo Bertrán, Director de la transmisión televisiva, pero el país pudo escucharlo por las ondas de Radio Minería. Según Eduardo Ravani, Director escénico del festival, "Gonzalo (Bertrán) da la instrucción de que hay que borrar la cinta que ya había empezado (a grabar y) que llevaba dos canciones". Por esta razón, Televisión Nacional de Chile dejó de grabar y transmitir el resto de la presentación de Quilapayún.[cita requerida]

### Exilio
Quilapayún se encontraba en gira por Europa cuando ocurre el golpe de Estado de Augusto Pinochet. De hecho, el 15 de septiembre de 1973 el grupo cantó en el Teatro Olympia de París, convirtiéndose en el primer grupo chileno que se presenta en ese escenario. Tras el golpe, el grupo permaneció en Francia y comienza su exilio que se prolongaría de manera indefinida. Rápidamente sus integrantes se vuelven artistas centrales en los actos de solidaridad con la causa socialista chilena, realizando una serie de presentaciones personales, en radio y televisión durante ese año en países como Argelia, Francia, Países Bajos, Alemania y Suecia.
A fines de los años 70, el conjunto reformula su planteamiento entre el arte y la política y, junto con su marginación del Partido Comunista y relación con el pintor surrealista chileno Roberto Matta, levanta su compromiso con «la revolución y las estrellas» que les genera un fuerte desarraigo con la izquierda chilena. En esta segunda etapa en el exilio, Quilapayún alcanza altos grados de desarrollo musical, primero por el trabajo de taller desarrollado dentro del grupo y posteriormente por la colaboración con músicos como Gustavo Becerra, Juan Orrego Salas y la incorporación al grupo del entonces joven compositor chileno Patricio Wang.

### Retorno
Después que se permitió el reingreso al país de la casi totalidad de los exiliados, Quilapayún vuelve a Chile a ser parte del apoyo a la oposición en el plebiscito de 1988 y, poco después, realiza una gira por el país a comienzos de 1989. Luego de estas presentaciones, el director Eduardo Carrasco regresa a Chile junto con Willy Oddó, lo que permite a Rodolfo Parada tomar a cargo la dirección en dupla con Patricio Wang.

### Crisis en el grupo
Durante los años 1990 y debido a varios factores, la actividad del grupo se reduce considerablemente y, los aún radicados en Francia, editan solo dos discos nuevos y dos antologías en 15 años. 
Precisamente, durante la década de los '90, comienza a gestarse una crisis al interior del grupo, producto de diferencias del resto de los integrantes respecto de la gestión de Rodolfo Parada. Esto motiva la partida paulatina de los integrantes históricos del conjunto, llegando hasta el punto que solo quedan dos: Gómez y Lagos, quienes deciden alejarse del grupo dirigido por Parada e inician un proceso contra este por depósito ilegal de la marca "Quilapayún" en Chile y en Francia.

### División y las dos agrupaciones
Los miembros históricos se reagrupan en septiembre de 2003, para cantar en Francia, Gran Bretaña y Ecuador con gran éxito. En Chile hacen una pequeña gira y participan en el homenaje a Salvador Allende realizado en el Estadio Nacional. Mientras tanto, Parada, Wang y Castillo, con la colaboración de los integrantes del grupo Ortiga sostienen la agrupación hasta principios del 2004, cuando a su vez, los Ortiga, molestos por la gestión de Parada, se niegan a seguir colaborando en ese grupo. Nuevamente paralizados, Parada y Wang recurren a músicos de otras agrupaciones formadas en Francia como Los Calchakis o Karumanta para continuar con su actividad.
Gómez y Carrasco abrieron un juicio en Chile y Francia por el uso de la marca, la cual había sido registrada ilegalmente por Rodolfo Parada provocando la ruptura en 2002. En Francia, Chile y España obtienen la anulación de la marca. Enseguida en Francia, en el Juicio de Apelación (diciembre de 2007), la Quatrième Chambre de la Cour d'Appel de París, falló a favor de los integrantes de la rama chilena del conjunto (Carrasco, Quezada, Venegas, García, Gómez, Lagos y Escudero) con lo que se zanjó definitivamente la disputa en el país galo respecto al uso del nombre en Francia. Posteriormente, la Corte de Casación de París confirmó el fallo el 11 de junio de 2009, quedando a firme la sentencia.
Aunque durante el período del pronunciamiento, las dos agrupaciones coexistieron, con posterioridad, y tras el fallo de la corte francesa, para tocar en Francia los integrantes de la facción francesa, comenzaron a utilizar el nombre de «Guillatún», agregando el epígrafe «con miembros de Quilapayún», ya que en definitiva, el fallo francés prohibió a los integrantes Parada, Wang y Castillo la utilización del nombre y del logo de Quilapayún, como también el uso de la apelación «Quilapayún» como nombre de dominios o sitios Internet. El fallo permite sin embargo a Parada, Wang y Castillo presentarse como exmiembros de Quilapayún.

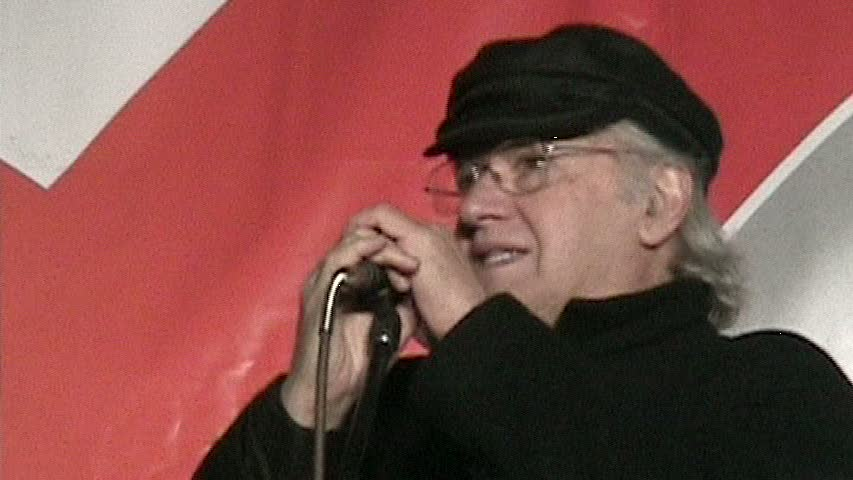
Eduardo Carrasco en un evento benéfico con la banda en junio de 2009, en Santiago de Chile.

Durante el año 2007, el Quilapayún de Eduardo Carrasco realizó dos giras por Chile, con motivo de los 100 años de la masacre de la escuela Santa María de Iquique, además de promocionar su nuevo disco de estudio Siempre (2007). Estas giras las realizaron en compañía de las orquestas juveniles de cada ciudad visitada. En Iquique sus integrantes fueron condecorados por la Municipalidad. Mientras tanto, el grupo de Rodolfo Parada realizó una gira por Chile en el mes de diciembre, también por la conmemoración de la Masacre, y participó en una caravana integrada también por artistas como Patricio Manns, Inti-Illimani (R), que partió en la Quinta Vergara, para luego llegar a Iquique. 
En la gira de julio de 2010, y luego de exitosas presentaciones en el Festival de la Patagonia y en Valparaíso, dicho grupo culminó con un concierto en el Teatro Caupolicán, con lleno total, al cual fueron invitados varios grupos como Los Jaivas, Illapu, Newen y Napalé, bajo el título 45 años no es nada. Posteriormente su actividad ha ido decreciendo.
Paralelamente el grupo liderado por Eduardo Carrasco ha seguido presentándose continuamente en Europa y América, especialmente de manera asidua en Chile. En septiembre de 2009 rindió homenaje a Víctor Jara en el Teatro de La Madeleine de París.[cita requerida] La agenda de su sitio web enumera cerca de 300 conciertos entre 2003 y fines del año 2015, en cuyo mes de abril celebraron el cincuentenario de la fundación del conjunto dando un concierto al aire libre en Santiago, frente al Palacio de la Moneda,[cita requerida] en el Teatro Municipal de Valparaíso[cita requerida] y varias otras ciudades chilenas.[cita requerida] Se presentan también en Cartagena (España), Pasto, Ipiales y Bogotá (Colombia) y en el festival Suena Caracas (Venezuela). Rodolfo Parada y su grupo celebraron este aniversario con tres conciertos en el teatro Caupolicán de Santiago a fines de agosto junto a Inti Illimani de Jorge Coulon e Illapu.[cita requerida] Sin embargo, en lo sucesivo esta formación seguirá ausente de los escenarios.
En el terreno judicial, después de un enfrentamiento de casi diez años entre ambas facciones, el Instituto Nacional de Propiedad Industrial de Chile (INAPI) concedió el uso exclusivo de la marca «Quilapayún» a la facción chilena liderada por Carrasco, a contar del 11 de diciembre de 2015 y por un plazo de diez años. Enseguida tienen una actividad sostenida en Chile y Europa en especial una gira de 10 conciertos en España.
El año 2017 el conjunto dirigido por Carrasco recibe varias distinciones. El 13 de junio fueron nombrado Figura Fundamental de la Música Chilena por la SCD (Sociedad de Chilena del Derecho de Autor). A su vez Hernán Gómez, quien ingresó al grupo en 1968, fue distinguido el 4 de diciembre por la SCD por sus cincuenta años de trayectoria artística.
Pocos días después el 19 de diciembre, el conjunto recibió el Premio Presidente de la República de manos de Michelle Bachelet la presidenta de Chile. Estas distinciones suceden en medio de actividad frecuente de preferencia realizada en Chile, donde destacan los espectáculos en el teatro Municipal de Santiago, en el estadio Víctor Jara y en barrios populares. Esta serie de presentaciones es interrumpida en febrero de 2020 a causa de la pandemia del Covid.
Cabe señalar en 2020, el registro de la marca europea Quilapayún el día 18 de agosto, por resolución de la Oficina de la Propiedad Intelectual de la Unión Europea (EUIPO) del 10 de febrero de 2020 a favor del grupo de Carrasco, al cabo de un proceso ligado al conflicto que comenzara en 2002 a raíz del registro y las solicitudes de registro de dicha marca depositadas por Rodolfo Parada, a su sólo nombre en Chile y  Europa, incluida una solicitud de registro internacional en la Oficina Española de Marcas.

## Integrantes
Quilapayún ha tenido 25 músicos a lo largo de toda su historia. De los tres fundadores originales de la banda en 1965, solo queda Eduardo Carrasco. De los demás intérpretes, los más antiguos son Patricio Castillo, Carlos Quezada, Rodolfo Parada y Hernán Gómez. Entre los últimos que se han integrado se cuentan Ricardo Venegas Santander, hijo de Ricardo Venegas, otro miembro de la banda activo hasta hoy, así como Sebastián Quezada, hijo de Carlos, y Fernando Carrasco.
La historia de la banda está claramente marcada por su exilio en Francia, entre la década de 1970 y 1980, así como por el reencuentro de varios de sus integrantes antiguos (y el ingreso de varios nuevos) que tuvo lugar entre 2002 y 2003. La siguiente cronología sintetiza todo el circuito de músicos que ha tenido Quilapayún entre 1965 y 2011.

## Discografía
Quilapayún ha lanzado más de cuarenta álbumes oficiales, de los cuales veinticinco son álbumes de estudio. Además de esto, posee numerosos álbumes de recopilaciones lanzadas por las casas discográficas, así como álbumes en conjunto con otras agrupaciones, EP, sencillos y vídeos musicales de sus giras.

### Álbumes en estudio
- 1967 - Quilapayún
- 1967 - Canciones folclóricas de América (con Víctor Jara)
- 1968 - X Vietnam
- 1969 - Quilapayún 3
- 1969 - Basta
- 1970 - Quilapayún 4
- 1970 - Cantata Santa María de Iquique
- 1971 - Vivir como él
- 1972 - Quilapayún 5
- 1973 - La fragua
- 1975 - El pueblo unido jamás será vencido
- 1975 - Adelante
- 1976 - Patria
- 1978 - Cantata Santa María de Iquique
- 1979 - Umbral
- 1980 - Alentours
- 1980 - Darle al otoño un golpe de ventana para que el verano llegue hasta diciembre
- 1982 - La revolución y las estrellas
- 1984 - Tralalí tralalá
- 1987 - Survarío
- 1988 - Los tres tiempos de América (con Paloma San Basilio)
- 1992 - Latitudes
- 1999 - Al horizonte
- 2007 - Siempre
- 2009 - Solistas
- 2013 - Encuentros
- 2022 - Fulgor y muerte de Joaquín Murieta
- 2023 - Sin por qué

### Álbumes en directo
- 1974 - Yhtenäistä kansaa ei voi koskaan voittaa
- 1977 - Enregistrement Public
- 1983 - Quilapayún en Argentina
- 1985 - Quilapayún en Argentina vol. 2
- 1989 - Quilapayún ¡en Chile!
- 2003 - A Palau (CD y DVD)
- 2004 - El reencuentro (CD y DVD)
- 2012 - Homenaje a Víctor Jara (CD y DVD)
- 2015 -  50 años
- 2018 - Quilapayún Sinfónico
- 2021 - Cantata Santa María de Iquique - Vamos Mujer

### Álbumes recopilatorios
- 1977 - La marche et le drapeau
- 1983 - Chante Neruda
- 1998 - Antología 1968-1992
- 2005 - La vida contra la muerte
- 2006 - La fuerza de la historia